# Jo Marie Payton-Noble
Pour les articles homonymes, voir Payton.
Jo Marie Payton-Noble est une actrice américaine née le 3 août 1950 à Albany, Géorgie (États-Unis). Elle est connue pour avoir joué le rôle d'Hariette Winslow dans la La Vie de famille.

## Filmographie
- 1980 : The Hollywood Knights de Floyd Mutrux : Black Lady
- 1982 : The New Odd Couple (série télévisée) : Mona
- 1983 : Le Coup du siècle (Deal of the Century) de William Friedkin : Baptist #1
- 1986 : Crossroads de Walter Hill : Jookhouse Woman #2
- 1987 : Disorderlies (en) de Michael Schultz : Kool's mother
- 1988 : Colors : Woman #2 at Recreation Center
- 1989 : Troop Beverly Hills de Jeff Kanew : Saleswoman
- 1989 - 1997 : La Vie de famille (TV) : Hariette Winslow
- 1990 : ABC TGIF (série télévisée) : Harriette
- 1999 :  Will et Grace : madame Freeman ,la secrétaire .
- 2001 : Echos of Enlightenment : Paul's Wife
- 2002 : In the Eyes of Kyana (vidéo) : Olivia
- 2004 : Gas : Loretta
- 2005 : The Rev (TV) : Mama
- 2005 : The Proud Family Movie (TV) : Suga Mama (voix)
- 2018 : La Petite Sirène (The Little Mermaid) de Blake Harris : Lorene